# Fabricio Coloccini
Fabricio Coloccini, argentinski nogometaš in trener, * 22. januar 1982, Córdoba, Argentina.
Sodeloval je na nogometnemu delu poletnih olimpijskih iger leta 2004.